# 包郵
包郵又叫免费送货，是實體店或網店（淘寶、天貓、京東等在線店家）銷售商品時聲稱商品可以免費運送至消費者指定的地址，消費者只需支付商品價格，無須額外再支付運費。這其實是一種吸引客户的营销策略，往往商品的快遞費被包含在商品價格中。 